# Вулкан (Альберта)
Вулкан (англ. Vulcan) — містечко в Канаді, у провінції Альберта, центр однойменного муніципального району.

## Населення
За даними перепису 2016 року, містечко нараховувало 1917 осіб, показавши зростання на 4,4%, порівняно з 2011-м роком. Середня густина населення становила 302,3 осіб/км².
З офіційних мов обидвома одночасно володіли 50 жителів, тільки англійською — 1 800, а 5 — жодною з них. Усього 110 осіб вважали рідною мовою не одну з офіційних, з них 5 — одну з корінних мов, а 5 — українську.
Працездатне населення становило 860 осіб (56% усього населення), рівень безробіття — 5,8% (8,7% серед чоловіків та 3,8% серед жінок). 80,8% осіб були найманими працівниками, а 18,6% — самозайнятими.
Середній дохід на особу становив $49 253 (медіана $35 616), при цьому для чоловіків — $56 646, а для жінок $42 448 (медіани — $44 480 та $29 360 відповідно).
25,6% мешканців мали закінчену шкільну освіту, не мали закінченої шкільної освіти — 25,3%, 49% мали післяшкільну освіту, з яких 23,2% мали диплом бакалавра, або вищий.
| Статево-вікова структура населення | Статево-вікова структура населення | Статево-вікова структура населення | Статево-вікова структура населення | Статево-вікова структура населення |
| ---------------------------------- | ---------------------------------- | ---------------------------------- | ---------------------------------- | ---------------------------------- |
|                                    |                                    |                                    |                                    |                                    |
| Всього                             | Всього                             | 47,8%52,2%                         |                                    |                                    |
| 0 — 14 років                       | 0 — 14 років                       |                                    | 12,2%                              | 12,2%                              |
| 15 — 64 років                      | 15 — 64 років                      |                                    | 55,2%                              | 55,2%                              |
| 65 і більше                        | 65 і більше                        |                                    | 32,6%                              | 32,6%                              |
| 85 і більше                        | 85 і більше                        |                                    | 5,7%                               | 5,7%                               |
| 100 і більше                       | 100 і більше                       |                                    | 0,3%                               | 0,3%                               |
| Середній вік (років)               | Середній вік (років)               | 47,451,8                           | 49,7                               | 49,7                               |
| Медіана (років)                    | Медіана (років)                    | 52,357,1                           | 54,8                               | 54,8                               |
| — чоловіки — жінки                 |                                    |                                    |                                    |                                    |

| Походження мешканців:     | Походження мешканців:     | Походження мешканців: | Походження мешканців: | Походження мешканців: |
| ------------------------- | ------------------------- | --------------------- | --------------------- | --------------------- |
| Походження                |                           |                       | осіб                  | %                     |
| Корінні американці        | Корінні американці        |                       | 105                   | 5.48%                 |
| Інше північноамериканське | Інше північноамериканське |                       | 555                   | 28.95%                |
| Європейське               | Європейське               |                       | 1 465                 | 76.42%                |
| британське                | британське                |                       | 1 045                 | 54.51%                |
| французьке                | французьке                |                       | 195                   | 10.17%                |
| українське                | українське                |                       | 120                   | 6.26%                 |
| Африканське               | Африканське               |                       | 45                    | 2.35%                 |
| Азійське                  | Азійське                  |                       | 35                    | 1.83%                 |

| Зайнятість населення за галузями (за класифікацією NOC): | Зайнятість населення за галузями (за класифікацією NOC): | Зайнятість населення за галузями (за класифікацією NOC): | Зайнятість населення за галузями (за класифікацією NOC): | Зайнятість населення за галузями (за класифікацією NOC): |
| -------------------------------------------------------- | -------------------------------------------------------- | -------------------------------------------------------- | -------------------------------------------------------- | -------------------------------------------------------- |
|                                                          |                                                          |                                                          |                                                          |                                                          |
| Управління                                               | Управління                                               |                                                          | 15,2%                                                    | 15,2%                                                    |
| Бізнес, фінанси та адміністрування                       | Бізнес, фінанси та адміністрування                       |                                                          | 12,3%                                                    | 12,3%                                                    |
| Природничі та прикладні науки                            | Природничі та прикладні науки                            |                                                          | 1,2%                                                     | 1,2%                                                     |
| Охорона здоров'я                                         | Охорона здоров'я                                         |                                                          | 5,8%                                                     | 5,8%                                                     |
| Освіта, правозахист, муніципальні та урядові служби      | Освіта, правозахист, муніципальні та урядові служби      |                                                          | 13,5%                                                    | 13,5%                                                    |
| Мистецтво, культура, відпочинок та спорт                 | Мистецтво, культура, відпочинок та спорт                 |                                                          | 1,2%                                                     | 1,2%                                                     |
| Роздрібна торгівля та послуги                            | Роздрібна торгівля та послуги                            |                                                          | 23,4%                                                    | 23,4%                                                    |
| Гуртова торгівля, транспорт та обладнання                | Гуртова торгівля, транспорт та обладнання                |                                                          | 18,1%                                                    | 18,1%                                                    |
| Природні ресурси, сільське господарство                  | Природні ресурси, сільське господарство                  |                                                          | 8,2%                                                     | 8,2%                                                     |
| Виробництво                                              | Виробництво                                              |                                                          | 1,2%                                                     | 1,2%                                                     |

## Клімат
Середня річна температура становить 4,2°C, середня максимальна – 22,3°C, а середня мінімальна – -17,3°C. Середня річна кількість опадів – 414 мм.
| Клімат поселення                              | Клімат поселення | Клімат поселення | Клімат поселення | Клімат поселення | Клімат поселення | Клімат поселення | Клімат поселення | Клімат поселення | Клімат поселення | Клімат поселення | Клімат поселення | Клімат поселення | Клімат поселення |
| Показник                                      | Січ.             | Лют.             | Бер.             | Квіт.            | Трав.            | Черв.            | Лип.             | Серп.            | Вер.             | Жовт.            | Лист.            | Груд.            |                  |
| Середній максимум, °C                         | −3,26            | 0,62             | 5,14             | 11,72            | 17,49            | 21,50            | 22,33            | 22,22            | 17,17            | 11,31            | 2,82             | −2,06            |                  |
| Середня температура, °C                       | −10,28           | −6,4             | −1,88            | 4,70             | 10,46            | 14,48            | 16,54            | 16,43            | 11,36            | 5,51             | −2,98            | −7,88            |                  |
| Середній мінімум, °C                          | −17,31           | −13,42           | −8,9             | −2,32            | 3,44             | 7,46             | 10,74            | 10,63            | 5,56             | −0,28            | −8,79            | −13,68           |                  |
| Норма опадів, мм                              | 14               | 14               | 23               | 28               | 61               | 83               | 52               | 45               | 45               | 18               | 16               | 15               |                  |
| Середньомісячна швидкість вітру, м/с          | 4.30             | 3.90             | 4.30             | 4.40             | 4.30             | 4.00             | 3.50             | 3.40             | 3.80             | 4.30             | 4.45             | 4.20             |                  |
| Середньомісячна сонячна радіація, кДж/м²·день | 4232             | 7690             | 12864            | 17201            | 20656            | 21988            | 23459            | 19977            | 14147            | 8505             | 4491             | 3324             |                  |
| --------------------------------------------- | ---------------- | ---------------- | ---------------- | ---------------- | ---------------- | ---------------- | ---------------- | ---------------- | ---------------- | ---------------- | ---------------- | ---------------- | ---------------- |
| Джерело:                                      |                  |                  |                  |                  |                  |                  |                  |                  |                  |                  |                  |                  |                  |

## Галерея

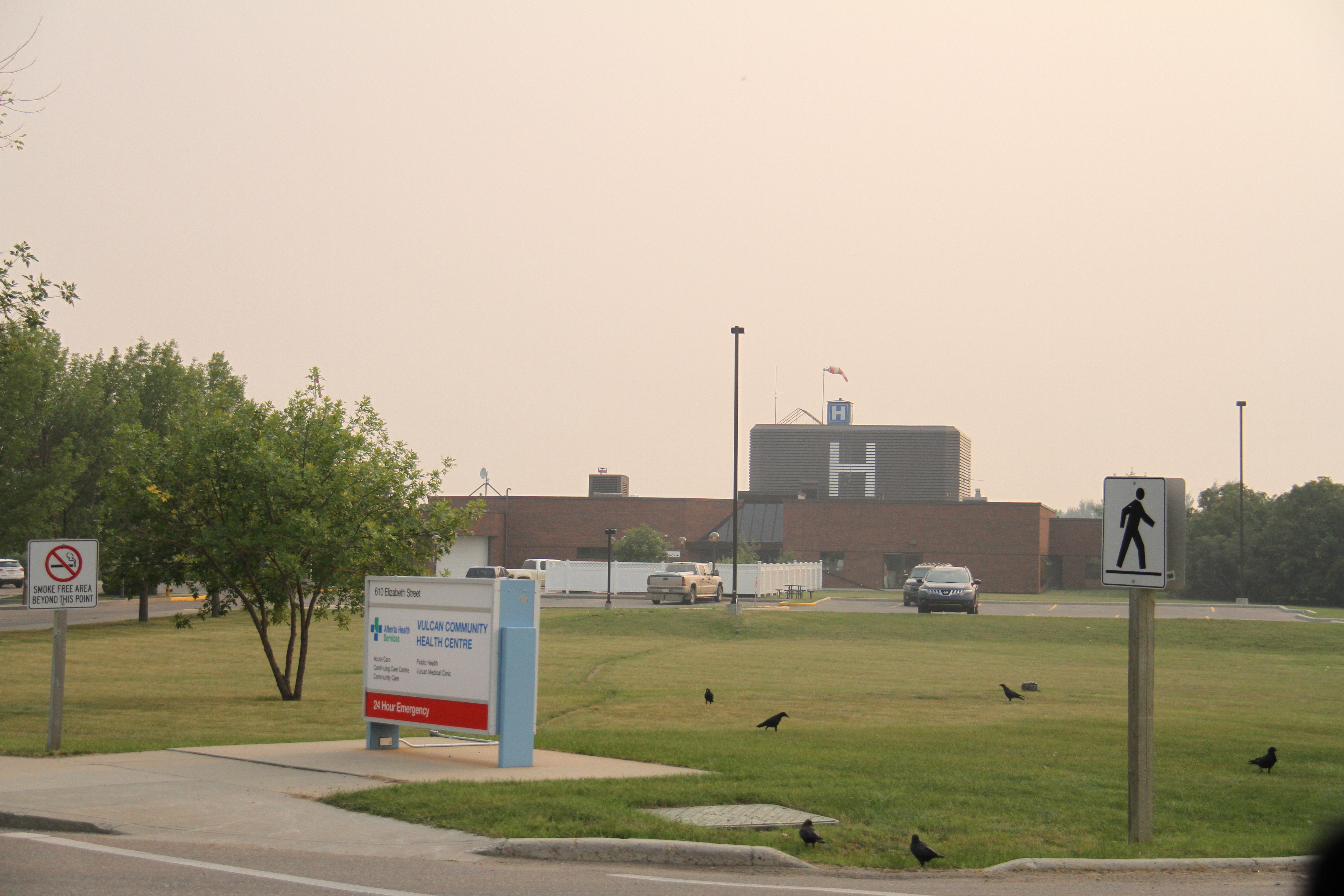
Центр здоров'я
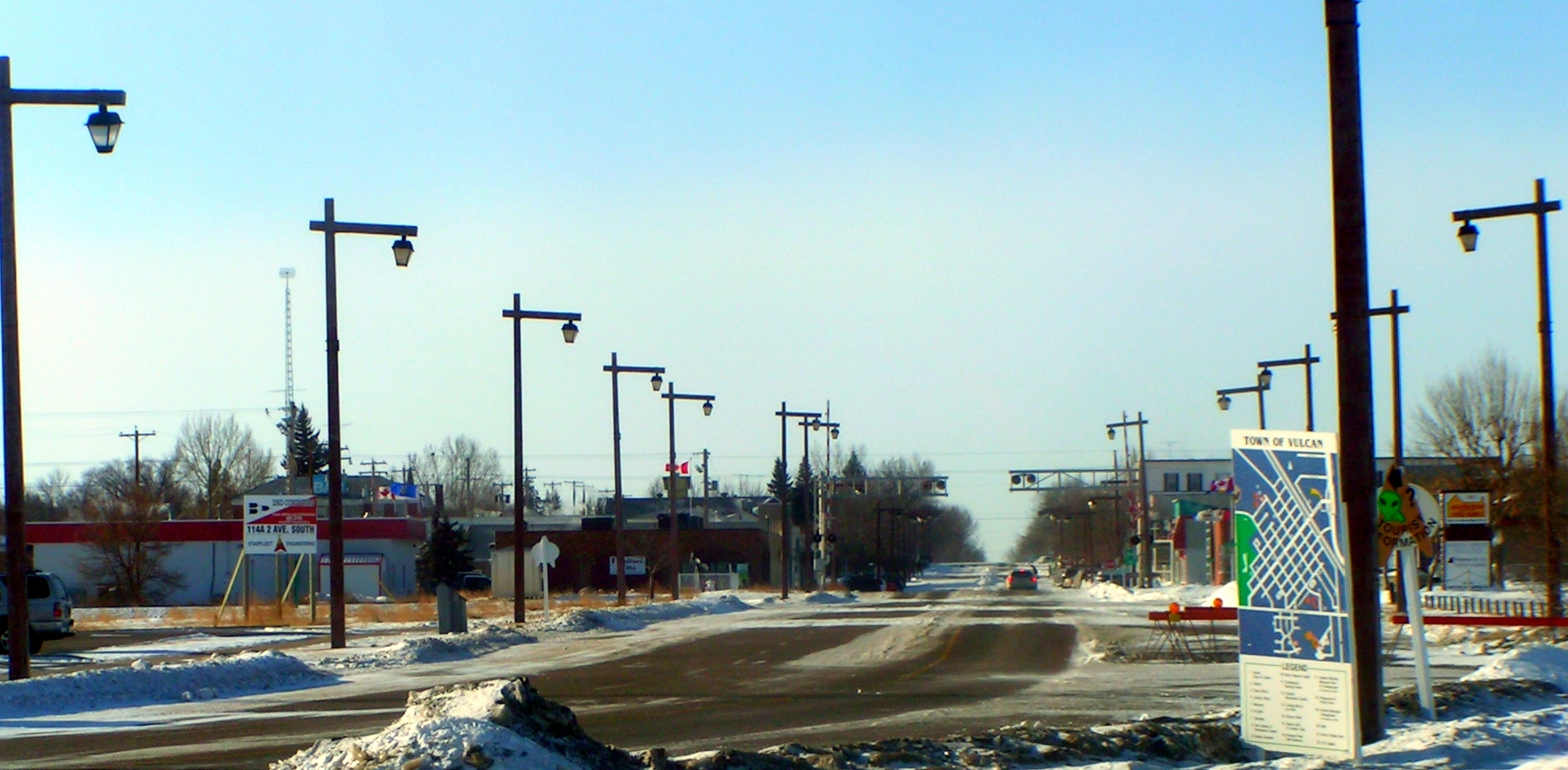
Центральна вулиця
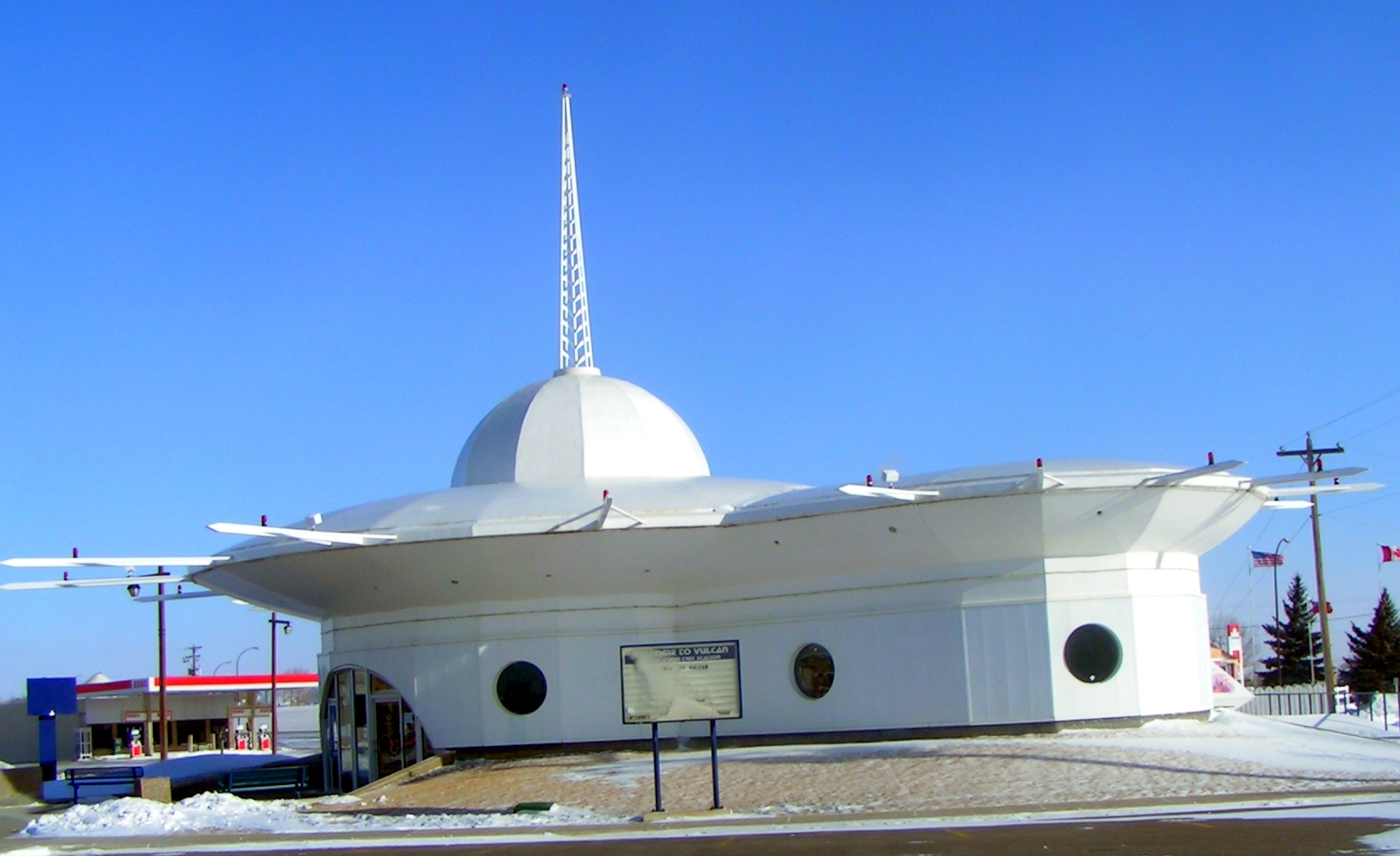
Центр відвідувачів